# Setodes asammuaddha
Setodes asammuaddha är en nattsländeart som beskrevs av Schmid 1987. Setodes asammuaddha ingår i släktet Setodes och familjen långhornssländor. Inga underarter finns listade i Catalogue of Life.